# Gericinó
Gericinó és un barri proletari de la Zona Oest del municipi de Rio de Janeiro. El barri va ser creat per decret de l'alcalde César Maia, el 2004, després la seva reelecció, per a ajudar en la urbanització del barri de Bangu, que rebia els programes "Rio-ciutat" i "Favela-bairro".
Limita amb Bangu i amb el municipi de Mesquita. Està separat de Bangu per l'Avinguda Brasil i és voltat pel parc municipal del Mendanha, part del massís de Gericinó que marca la divisió amb el municipi de Mesquita, ja en la Baixada Fluminense. En el barri hi ha el Complex Penitenciari de Gericinó, a més del Aterro Sanitari de Bangu. Actualment s'hi executa els programes d'urbanització "Bairro Maravilha" i "Morar Carioca".

## Geografia
Hi ha diverses muntanyes amb belles cascades i enormes planes on nens acostumen a fer volar estels. Entre les espècies que s'hi poden trobar hi ha cobres, papagais, insectes, micos, peresosos i possiblement capibares i algunes espècies de felins.
La hidrografia no és molt extensa, hi ha alguns rius com el Sarapuí i el Riu da Cachoeira entre d'altres. La majoria són contaminats, no adequats per banyar-s'hi.